# La Brea Tar Pits
Pour les articles homonymes, voir Brea, La Brea (Trinité-et-Tobago) et La Brea (série télévisée).
La Brea Tar Pits (ou Rancho La Brea Tar Pits) est un gisement de fossiles du Pléistocène supérieur, situé dans Hancock Park (en), au 5801 Wilshire Boulevard, sur le Miracle Mile, au cœur de Los Angeles. Il occupe la même parcelle que le musée d'Art du comté de Los Angeles.

## Description
La Brea Tar Pits tient son nom de :
- La Brea : le brai en espagnol ;
- Tar pits : « puits de goudron » en anglais (tar : goudron, pit : fosse, puits).

La présence de plusieurs fosses à bitume proches les unes des autres sur ce site a permis de découvrir des animaux conservés dans ce matériau. L'asphalte (familièrement nommé goudron) est lentement remonté jusqu'à la surface terrestre de cette région sur une période de plusieurs dizaines de milliers d'années, formant des centaines de mares gluantes qui emprisonnèrent plantes et animaux s'y étant imprudemment aventurés. Au cours du temps, l'asphalte fossilisa leurs restes. Il en est résulté une collection incroyablement riche et extrêmement bien préservée de fossiles datant de l’époque de la glaciation du Wisconsin.
Des milliers d'animaux sont morts noyés englués dans l'asphalte naturel du La Brea Tar Pits. 95 % des cadavres englués dans cet affleurement naturel de pétrole sont des insectes (insectes aquatiques pour la plupart), dont on pense maintenant qu'ils ont été en grande partie attirés par la polarisation de la lumière solaire sur le pétrole qui, pour ces insectes, évoque celle d'une surface en eau. C'est un des exemples anciens de piège écologique, notamment concernant les prédateurs.
La façon dont les animaux se sont fait piéger est simple : en quête d'eau, le plus souvent lors de temps durs comme une sécheresse, les animaux – habituellement des herbivores – s'approchent des bords et plongent d'eux-mêmes dans les mares, pensant y trouver de l'eau, mais se retrouvent incapables d'en ressortir en raison de la difficulté à s'y mouvoir, ainsi que par leur poids qui les fait s'enfoncer de plus en plus (phénomène accentué par leurs mouvements) ; et leurs prédateurs, en quête de proies faciles et profitant de leur faiblesse, se retrouvent ainsi également pris au piège. Les animaux mourraient ensuite d'épuisement, de faim et/ou de déshydratation après une agonie plus ou moins longue.

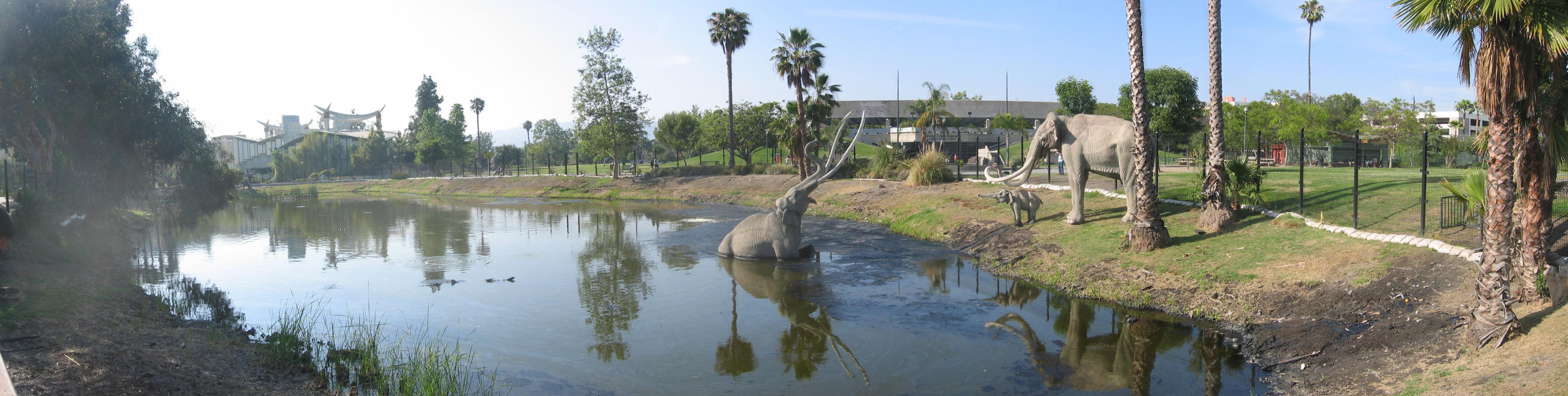
Reconstitution avec maquettes grandeur nature de la scène d'un mammouth colombien piégé dans une nappe de bitume lors de sa quête d'eau fraîche, avec sa compagne et leur petit sur les bords, impuissants.

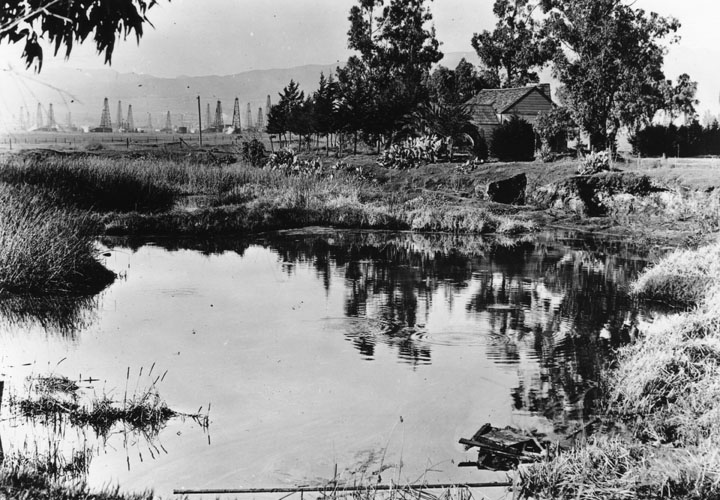
Le site en 1910 (même plan et perspective que la photo au dessus). En arrière-plan, des derricks servant à extraire du pétrole lors du boom pétrolier de Los Angeles.

## Historique
Les fossiles ont été exhumés d'une centaine de puits à l'intérieur du parc. Les travaux commencèrent au début du XXe siècle. Dans les années 1940 et 1950, le public était très friand des fossiles de mammifères mis au jour. Dans les années 2000, l'attention se porte sur les microfossiles d'insectes et de plantes comme les spores et pollen. Ces microfossiles permettent de reconstituer les paléoclimats et paléoenvironnements du bassin de Los Angeles du Pléistocène et en particulier lors de la dernière glaciation.

## Biodiversité
Le Rancho la Brea a livré de très nombreux fossiles, végétaux ou animaux. Ils datent pour la plupart de 40 000 à 12 000 ans avant le présent (Pléistocène supérieur), mais certains sont beaucoup plus récents.

### Flore
Les scientifiques ont découvert à La Brea de nombreuses traces fossiles de végétaux, notamment des pins, des chênes, des herbacées, de petits buissons, etc.

### Faune

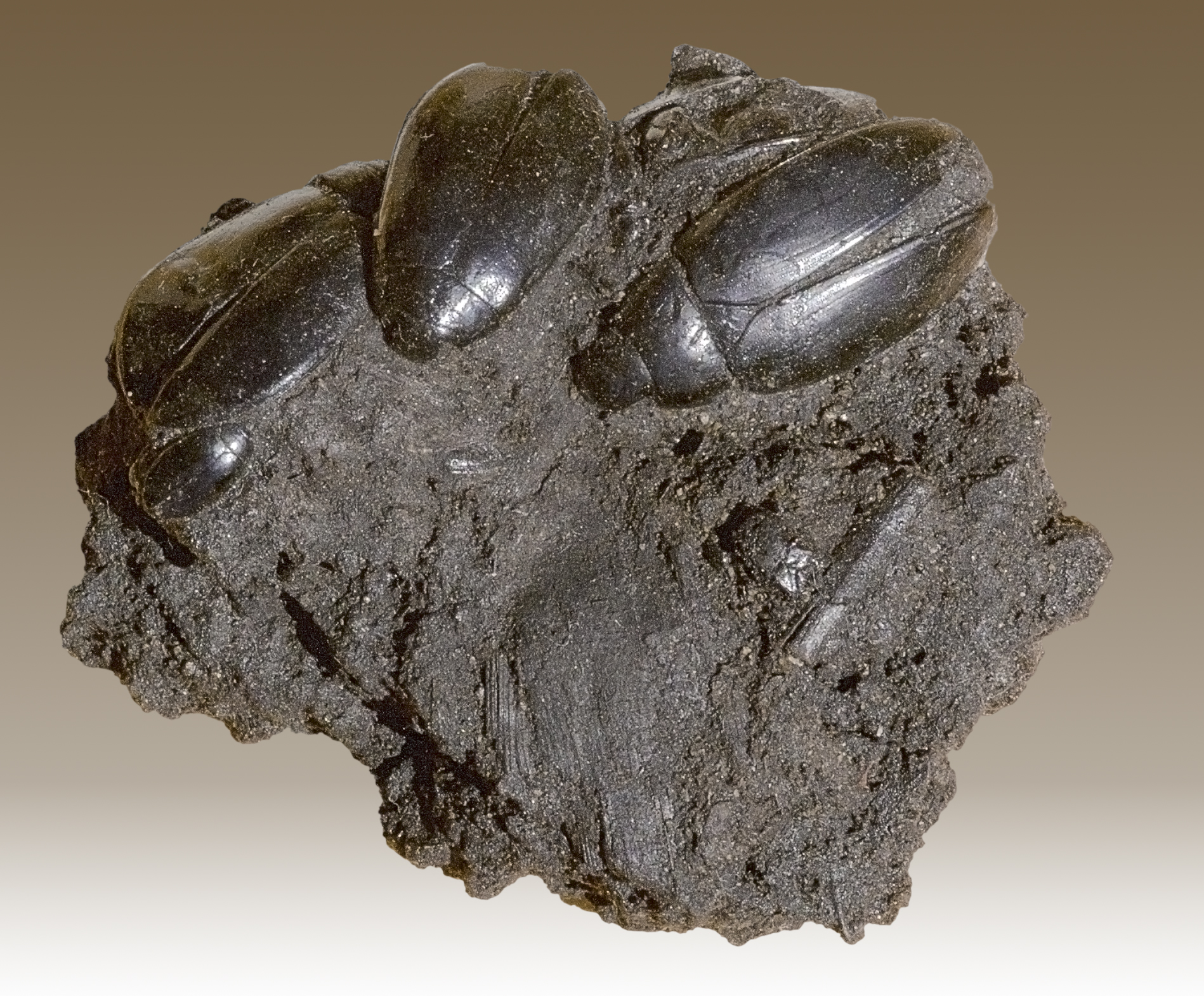
Fossiles de l'entomofaune : Hydrophilus sp., La Brea Tar Pits.

La faune de la Brea est spectaculaire : des minuscules insectes aux gigantesques mammouths. Les invertébrés sont représentés par des coléoptères, des termites, des mouches, des araignées, des scorpions, etc. Leur bonne conservation tient à leur squelette externe composé en grande partie de chitine durcie par le carbonate de calcium.
Les vertébrés ont un squelette osseux plus résistant et de plus grande taille. Ils sont ainsi plus faciles à trouver. Ainsi, il y a des reptiles comme des serpents à sonnette, des grenouilles, des poissons comme des épinoches (et bien d'autres espèces) et des oiseaux : Teratornithidae, l'aigle doré, des dindes et le condor de Californie, etc.
La plupart des mammifères retrouvés sont aujourd’hui éteints : Mammuthus columbi (Mammouth de Colomb), Mammut americanum (Mastodonte américain), Nothrotheriops shastensis (Paresseux terrestre de Shasta), Megalonyx jeffersonii (Paresseux terrestre de Jefferson), Equus occidentalis (espèce de cheval préhistorique), Bison antiquus (espèce de bison géant préhistorique), Capromeryx minor (Pronghorn nain), Camelops hesternus (Chameau d'hier, i.e. datant d'une époque passée mais récente), mais le gisement a aussi livré des genres et espèces encore vivantes actuellement, telles des pécaris, des tapirs et des lamas (qui n'habitent plus l'Amérique du nord mais uniquement celle du sud, ce qui permet au site d'être un important indicateur du Grand échange faunique interaméricain).
Le groupe des carnivores a quant à lui livré Canis/Acenocyon dirus (loup géant éteint), Arctodus simus (Ours à face courte), Panthera spelaea atrox (Lion américain), Smilodon fatalis (Tigre à dents de sabre), une espèce de lynx, des coyotes et des martres.

## Musée de site

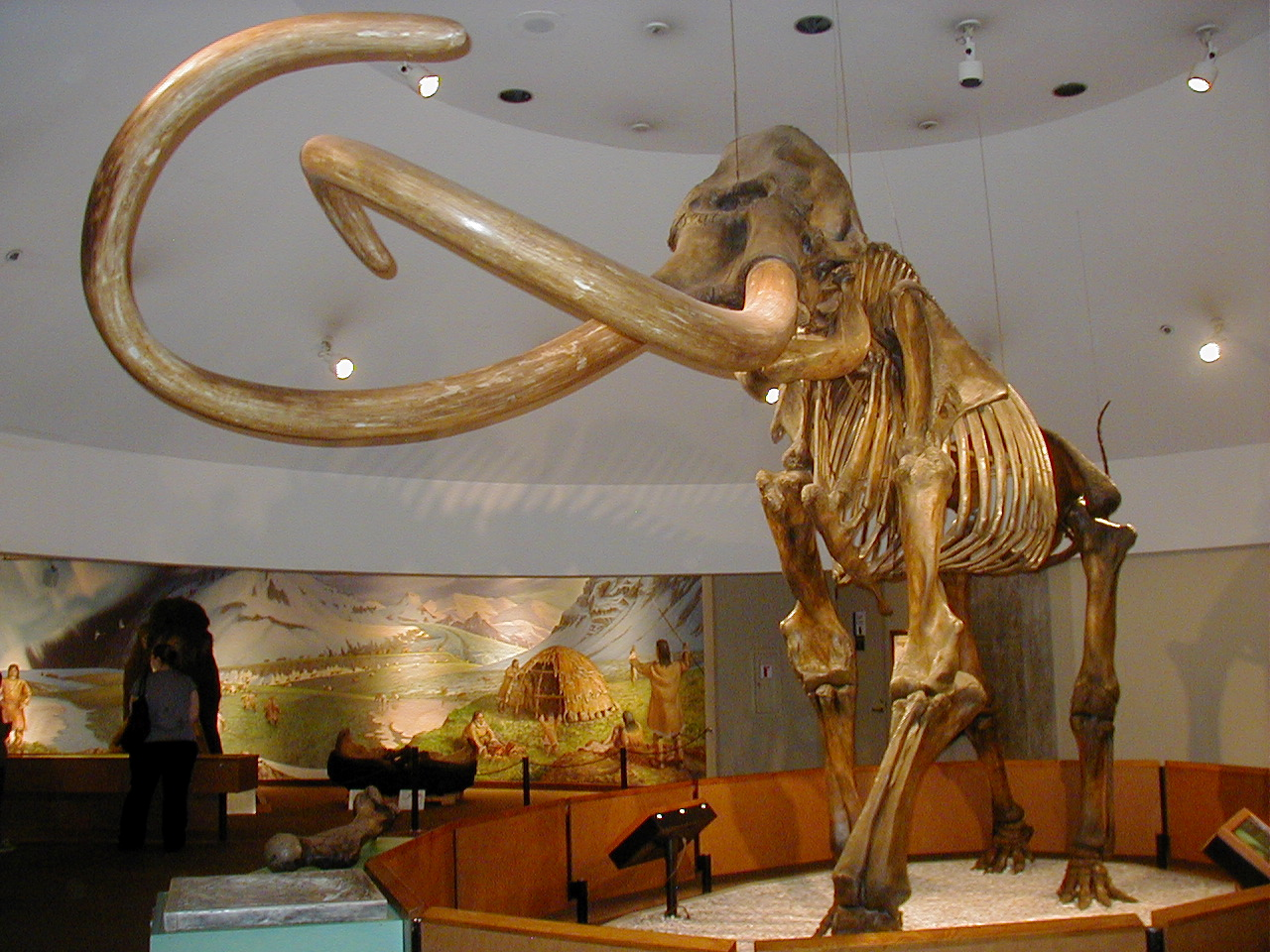
Squelette d'un mammouth colombien extrait de La Brea Tar Pits.

Les découvertes du Rancho La Brea sont présentées dans le musée George C. Page de Hancock Park, qui fait partie du musée d’histoire naturelle de Los Angeles.
Sur plus de cent puits, seul le puits 91 est encore fouillé durant deux mois chaque été, sous l'œil attentif des touristes.

## Dans la culture
Ce site, de par sa spécificité en paléontologie et son placement près d'une grande métropole mondiale, est devenu avec le temps un lieu célèbre tant l'image des différentes espèces préhistoriques composant la mégafaune (américaine) durant la dernière ère glaciaire piégées dans le goudron a traversé et marqué la culture populaire et les consciences du public. De fait, de nombreux médias audiovisuels (films, séries), vidéoludiques, peintures et illustrations (notamment en paléoarts avec Burian Zdenek et Charle R. Knight) l'ont utilisé, ou ont du moins présenté des fosses ou mares de goudron s'en inspirant fortement.
Trois types d'animaux caractéristiques et iconiques de l'Amérique du nord préhistorique sont présents à La Brea, il s'agit du Mammouth, du Paresseux terrestre et du Tigre à dents de sabre, dont les héros principaux Manny (de son vrai nom Manfred), Sid et Diego de la série de films L'âge de glace. Si le site n'a cependant pas vraiment eu d'impact dans le choix de sélection des espèces des personnages principaux pour le film, une possible référence à La Brea est montrée durant les premières minutes lorsque l'énorme troupeau d'animaux migrant vers le sud apparaît à l'écran. En effet, une brève séquence montre des jeunes tapirs (officiellement des Moeritherium) dans une mare de goudron en train de simuler une agonie lorsque leur père arrive énervé et leur dit, parce qu'ils doivent continuer à voyager, « Il n'y a pas de mais, vous jouerez à la sélection naturelle plus tard », devant la déception des jeunes qui s'exécutent.
Dans le troisième opus, L'Age de Glace 3 : Le Temps des dinosaures (2009), ainsi que dans son adaptation vidéoludique sur consoles, apparaît une zone de mare à goudron où, dans le film, Scrat et Scratina tombent et se retrouvent à l'intérieur de bulles de goudron tout en cherchant à attraper le fameux gland pour eux-mêmes et, dans le jeu, un niveau entier que Buck doit traverser et où s'empilent les squelettes de dinosaures.
Cet endroit est mis également brièvement à contribution dans les films 1941 (1979), Appel d'urgence (Miracle Mile, 1988), Last Action Hero (1992), Volcano (1997) et Le monde (presque) perdu (2009).Un episode de la série "Zorro" de Walt Disney, en 1957 montre le site de La Brea avec les bulles de gaz venant crever à la surface et mentionne que l'on y trouve de nombreux squelettes d'animaux préhistoriques. L'episode est visible sur Youtube.
Les puits sont le cadre d'une mission entière du jeu vidéo L.A. Noire, de 2011 sur les traces du Dahlia noir.
De nombreuses fictions ont également présenté des puits de goudron avec des dinosaures (créant des sortes d'ossuaires naturels où s'empilent les os des sauriens), le plus généralement à leur époque, et même si aucune connaissance scientifique actuelle n'indique l'existence de tels pièges naturels utilisant de l'asphalte comme le site de La Brea durant le Mésozoïque (bien que cela reste très probable), il est tout à fait possible que des pièges naturels équivalents aient existé et piégé des animaux de cette époque de la même manière en s'embourbant (p. ex. les eaux stagnantes et bords des mares, ou encore les fameux sables mouvants). Ce type de piège qui permet d'expliquer la présence de prédateurs aux mêmes endroits permet aussi d'avancer des contre-arguments concernant certaines hypothèses sur la possibilité que certaines espèces ou groupes de dinosaures (comme le Deinonychus pour les droméosauridés, ou certains tyrannosauroïdes) ont pu avoir une vie familiale et/ou en meute.
Dans le film Le Petit Dinosaure : La Source miraculeuse (The Land Before Time III: The Time of the Great Giving) sorti en 1995, une scène vers la fin du film voit l'un des personnages antagonistes au groupe de Petit-Pied, Hyp, plonger et s'enfoncer dans une mare de goudron dans un ossuaire en pensant qu'il s'agissait d'eau avant de se faire sauver par les protagonistes.
Récemment, le site a été remis sur le devant de la scène dans la série télévisée américaine de la NBC nommée à juste titre La Brea, débutée en 2021, et y joue un rôle majeur. Dans cette série, le site est présenté comme étant un portail temporel où tout ce qui s'y engouffre se retrouve à la préhistoire au même endroit, à la dernière ère glaciaire, et confronte les protagonistes qui y sont tombés à la suite de l'apparition d'un gouffre, aux créatures vivantes de l'époque, tels les mammouths, les paresseux géants et les teratornis.